# Херман II фон Хенеберг
Херман II фон Хенеберг-Ашах (на немски: Hermann II von Henneberg-Aschach; * 1250; † 9 февруари или ок. 24 април 1292 в Ашах) от рода на Хенебергите е граф на Хенеберг-Ашах (1262 – 1292), създава линията Хенеберг-Ашах.

## Произход и наследство
Той е син на граф Хайнрих I (III) фон Хенеберг-Шлойзинген († 1262) и съпругата му София фон Майсен († 1280), дъщеря на маркграф Дитрих фон Майсен и съпругата му ландграфиня Юта Тюрингска.
Брат е на Хайнрих IV фон Хенеберг (II) († 1317) и на Бертолд V (III) († 1284).
През 1274 г. род Хенеберг се разделя на линиите Хенеберг-Шлойзинген, Хенеберг-Ашах-Рьомхилд и Хенеберг-Хартенберг. При подялбата на наследството Херман II получава Ашах, а брат му Хайнрих III получава Хартенберг. Херман II създава линията Хенеберг-Ашах.

## Фамилия
Херман II фон Хенеберг се жени пр. 25 март 1277 г. за Аделхайд фон Тримберг († сл. 18 ноември 1316 и сл. 7 юли 1318), дъщеря на Конрад фон Тримберг († 1281) и Аделхайд фон Вилдберг († 1279). Те имат децата:
- Херман III (* 1277/1292; † 12 юли 1307/1308 в Бохемия), граф на Хенеберг-Ашах 1292 – 1306 с брат си Хайнрих, женен за Катарина фон Силезия-Глогау
- Хайнрих VI (XI) (* пр. 1293; † между 14 август 1355 и 26 януари 1356), граф на Хенеберг-Ашах (1292 – 1352), женен за графиня София фон Кефернбург († 1358)
- Бертхолд фон Хенеберг († сл. 8 април 1329)
- Попо фон Хенеберг († сл. 24 юни 1362)